# Flor de Piedra
Flor de Piedra est un groupe de musique argentin, originaire de Buenos Aires. Formé en août 1999, il est considéré comme le pionnier du genre appelé cumbia villera, un style musical originaire des bidonvilles de la province de Buenos Aires,.

## Biographie
Le groupe est formé par le claviériste et compositeur Pablo Lescano, qui, au milieu des années 1990, était membre d'Amar Azul. Lescano propose que son nouveau projet reflète dans ses chansons des thèmes plus crus, tels que la consommation de drogues, la critique du système (notamment le ménémisme) et les injustices, comme la pauvreté, la violence institutionnelle, la discrimination, la violence policière et la marginalisation, entre autres. Cependant, Lescano n'a produit qu'en tant qu'initiateur et n'a même pas collaboré au groupe, mais sa sœur Romina Lescano l'a fait, et le chanteur du projet était Daniel Lescano (qui n'a aucun lien avec Pablo).
Le groupe enregistre alors son premier album de cumbia villera, La Vanda más loca, sorti en 1999, mais au moment de le présenter aux grandes maisons de disques, celles-ci décident de ne pas le distribuer, soit par manque d'intérêt, soit par méfiance quant au succès possible du nouveau genre, soit par condamnation du thème et de la proposition agressive de la villera, soit par un mélange de tous ces facteurs. Après le refus des grandes stations, le groupe envoie son album à une radio illégale, qui l'accepte. Le morceau Sos un botón (« Espèce de furoncle ») est considérée comme la première chanson de cumbia villera à succès. De façon inattendue, Sos un botón, qui critique un ami connu du groupe devenu policier et accusé d'être un « botón », s'est fait une place au milieu de toutes les chansons de cumbia pasatista et a commencé à prendre le public d'assaut, et c'est ainsi que le label Leader Music a finalement contacté Flor de Piedra pour l'informer qu'il était intéressé par le groupe. L'album devient un succès commercial et est certifié disque d'or.
Après la sortie de leur deuxième album, intitulé Más duros que nunca (2000), qui, comme son prédécesseur, est un succès, le groupe se « dissout » à la fin de l'année 2000 (Pablo Lescano quitte le groupe ainsi que certains des musiciens). Cinq ans après la séparation de Flor de Piedra, Lescano forme le groupe à succès Damas Gratis et Daniel Lescano, alors chanteur, décide de continuer avec le groupe, formant Dany Lescano y La Roka en 2001. Le groupe n'ayant pas le succès escompté, il se dissout l'année suivante et forme un autre groupe.

## Discographie
- 1999 : La Vanda más loca (disque d'or[6])
- 2000 : Más duros que nunca